# Havange
Havange là một xã trong vùng Grand Est, thuộc tỉnh Moselle, quận Thionville-Ouest, tổng Fontoy. Tọa độ địa lý của xã là 49° 23' vĩ độ bắc, 05° 59' kinh độ đông. Havange nằm trên độ cao trung bình là 330 mét trên mực nước biển, có điểm thấp nhất là 308 mét và điểm cao nhất là 367 mét. Xã có diện tích 9,65 km², dân số vào thời điểm 1999 là 330 người; mật độ dân số là 34 người/km². Xã thuộc Pháp từ năm 1766.

## Thông tin nhân khẩu
| 1962 | 1968 | 1975 | 1982 | 1990 | 1999 | 2006 |
| ---- | ---- | ---- | ---- | ---- | ---- | ---- |
| 341  | 390  | 398  | 351  | 317  | 330  | 405  |